# Boleslav I. Poljski
Boleslav I. Poljski ali Boleslav Hrabri (poljsko Bolesław Chrobry ), poljski vojvoda in kralj, * 966/7, † 17. junij 1025.
Boleslav I. iz dinastije Pjastov je vladal kot vojvoda Poljske od leta 992. Leta 1025 se je dal kronati za prvega poljskega kralja. Ozemlje države je razširil na Pomorjansko, Lužico in za kratek čas tudi ozemlja Češke, kjer je vladal (1003-04) kot Boleslav IV. Poljska je pod njegovim vladanjem postala pomembna evropska država zunaj Svetega rimskega cesarstva, s cerkveno organizacijo, ki je bila podrejena direktno papežu.

## V času očetovega vladanja
Boleslav I. je bil najstarejši sin poljskega kneza Mješka I. in njegove prve žene, češke princese Dubravke, po katere očetu je dobil ime. Njegov oče ga je s preračunljivimi ženitvami že kot mladeniča vključil v svoje politične načrte. Osemnajstletnega je poročil s hčerko meissenškega mejnega grofa Rikdaga. Vendar je po Meissenu pogledoval tudi češki vojvoda Boleslav II., Mješkov svak; z dovoljenjem bavarskega vojvode Henrika II. Prepirljivca je še isto leto z vojsko zasedel mesto Meissen. Grof Rikdag je že leta 985 umrl in Boleslavova poroka je za poljsko vladarsko hišo postale politično nepomembna. Mješko je razdrl sinov zakon in Boleslava (985/86) poročil z arpadsko princeso Judito, da bi skupaj z Ogrsko pritisnil na Čehe z dveh strani. A očitno tudi ta zakon Poljski ni prinesel želenih političnih koristi in Boleslav je leta 978 razdrl tudi ta zakon.
Tretjič se je Boleslav poročil (987/89) z Emnildo, hčerko vplivnega slovanskega plemiča Dobromira (najverjetneje vladarja Lužice). S tem so v ospredje poljskih osvajalnih interesov prišla ozemlja mejnih grofij Svetega rimskega cesarstva: Lužice, Meissna in Severne marke.

## Po prevzemu vladarskih dolžnosti
Kako je Boleslav I. po očetovi smrti (992) zavzel njegovo mesto, ni povsem jasno. Glede na to, da je izgnal drugo Mješkovo ženo Odo z njenimi tremi sinovi, svojimi polbrati, v njeno rodno Saško, nastop vladanja ni bil enostaven. Zgleda, da je prva leta vladanja uporabil za utrjevanje svoje oblasti proti domači opoziciji.
Leta 995 je pomagal cesarju Otonu III. pri pohodu na Lužico in si s tem pridobil njegovo zaupanje. Naklonjenost širšega krščanskega sveta si je pridobil, ko je od Prusov odkupil posmrtne ostanke nekdanjega prvega praškega škofa Vojteha (Adalberta), ki je ob pokristjanjevanju Prusov mučeniško umrl (997) vzhodno od Visline delte. Boleslav je dal truplo prepeljati v Gniezno in ga tam pokopati. (Vojteh je kasneje postal patron Čehov, Poljakov, Madžarov in Prusov.)
Leta 1000 je Gniezno in Vojtehov grob obiskal cesar Oton III., nekdanji Vojtehov učenec, ki je v Poljski videl obetajočo, vojaško močno in prožno zaveznico. V svojem političnem programu reorganizacije cesarstva ji je namenil pomembno vlogo, ki bi bila primerljiva z vlogami nemškega, italijanskega in burgundskega kraljestva.
Cesar in Boleslav sta si ob obisku izmenjala časti in darila. S soglasjem papeža Silvestra II. so Poljaki dobili nadškofijo v Gnieznu, podrejeno neposredno Svetemu sedežu v Rimu in metropolijo (cerkveno provinco), kateri so bile podrejene nove škofije v Vroclavu, Kołobrzegu in Krakovu. Boleslavu so bile dodeljene nekatere pravice, ki pritičejo samo kraljem, kot npr. imenovanje škofov. Verjetno so se tedaj dogovorili tudi za poroko med Boleslavovim sinom Mješkom II. in Richenzo, hčerko lotarinškega palatina Herenfrieda Ezzona in nečakinjo Ota III. Zaradi skorajšnje smrti Otona III. je bil zakon sklenjen, na zahtevo Boleslava, šele leta 1012.
S smrtjo Otona III. so propadli tudi njegovi načrti. Po uboju meissenškega grofa Eckarda I., kandidata za novega nemškega kralja, ki ga je podpiral tudi Boleslav, je Boleslav podprl izvolitev Henrika IV. Bavarskega (sina Henrika II. Prepirljivca), ki je postal nemški kralj in cesar Henrik II. Po zahrbtnem poskusu uboja Bolesalva, za katerim naj bi stal novi cesar, je prišlo med njima do odkritega sovraštva. Da bi zavaroval meje Šlezije proti zahodu, je Boleslav zavzel mejni grofiji Milsko (Zgornjo Lužico) in Lužico (Spodnjo Lužico).
Po smrti češkega kralja Vladivoja (†1003) je Boleslav zavzel Češko z Moravsko (in morda tudi Slovaško) in v njej vladal dobro leto kot češki kralj Boleslav IV., dokler mu cesar Češke ni iztrgal, medtem ko je Boleslav zadržal Moravsko in morda Slovaško kot nekakšni poljski mejni grofiji do leta 1018. Med tem je potekala med cesarjem in Boleslavom vojna v treh etapah, 1004-05, 1007-13 in 1015-18. Končala se je z mirom v Budzisynu (1018), s katerim je Boleslav obdržal Meissen in Lužico. Mir je bil potrjen s poroko ovdovelega Boleslava z Odo, hčerko meissenškega grofa Eckarda I.
Boleslav je leta 1018 v Kijevu uspešno izvedel vojaško posredovanje v korist svojega zeta, kijevskega velikega kneza Svjatopolka I. in Poljski priključil dotlej sporno obmejno ozemlje ob Wieprzu in gornjem Bugu ter ob gornjem Sanu s Przemyślom. Za kratek čas je bil najmočnejši vladar srednje iz vzhodne Evrope.
Prav na kraju življenja je Boleslav leta 1025 izkoristil negotov notranji položaj Nemčije in si po smrti cesarja Henrika II. (†1024) nadel kraljevsko krono; kronal ga je papežev odposlanec.
Boleslava II. je nasledil njegov sin iz zakona z Emnildo, Mješko II.

## Boleslavovi otroci
Boleslav I. je imel iz prvega zakona (984-85), s hčerko meissenškega mejnega grofa Rikdaga († 985), hčerko, ki je umrla kot otrok.
V drugem zakonu (986-987/89), z ogrsko princeso Judito, se je rodil sin
- Bezprym (986-1032), na Poljskem vladal v letih 1031-32.

Tretji zakon, z Emnildo (†1017), hčerko vplivnega slovanskega plemiča Dobromira, je dal več otrok:
- hčerka (988 - po 1013), nuna
- Regelinda (989 - po 21. marcu 1014), ∞ meissenški mejni grof Herman I.
- Mješko II. Lambert (990 - 1034), poljski kralj
- hčerka (~ 991 - po 14. avgustu 1018) ∞ kijevski veliki knez Svetopolk I.
- Oton (1000 - 1033).

Boleslav se je poročil še četrtič, z Odo († po 1025), hčerko meissenškega mejnega grofa Ekkeharda I., ki mu je rodila hčer:
- Matilda (po 1018 - po 1036) ∞ švabski vojvoda Otto von Schweinfurt.